# Place Maurice-Quentin
La place Maurice-Quentin est une place du 1er arrondissement de Paris, en France. Elle est située à l'extrémité septentrionale de la rue du Pont-Neuf, à la jonction de la partie carrossable et de la partie piétonne de la rue Berger. 

## Origine du nom

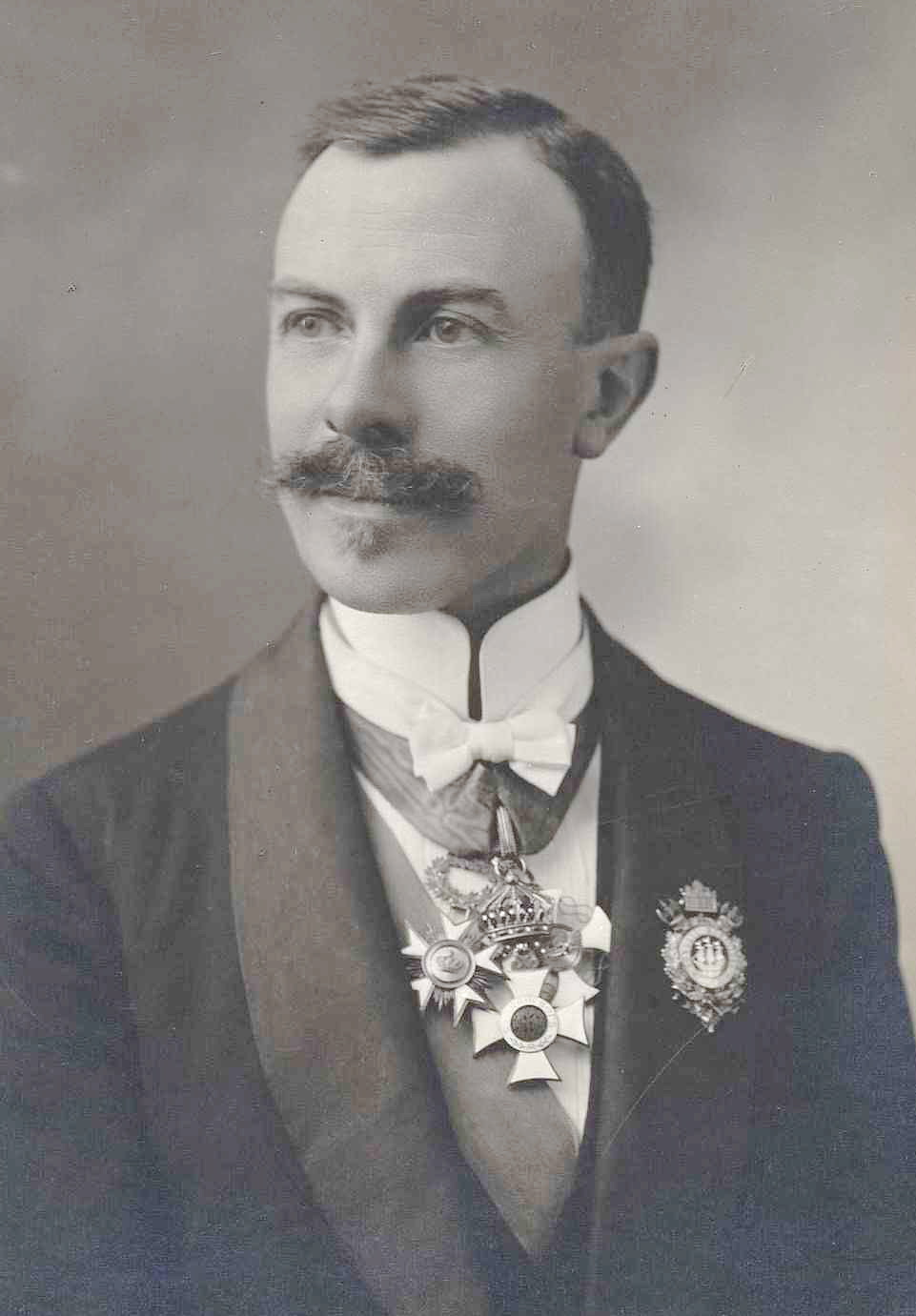
Maurice Quentin.

Le nom attribué à cette place en 1962 rend hommage à Maurice Quentin (1870-1955), conseiller municipal du quartier des Halles de 1900 à 1940, président du Conseil général de la Seine et du Conseil municipal de Paris.

## Historique
Cette place qui existait depuis 1854 a été supprimée en 1972 lors de l'aménagement du secteur Forum central des Halles puis recréée l'année suivante.

## Bâtiments remarquables et lieux de mémoire
- La Porte du Pont-Neuf qui donne accès au sous-sols du Forum des Halles fait face au côté nord de la place.
- No 2 : siège social du Centre national d'études spatiales.

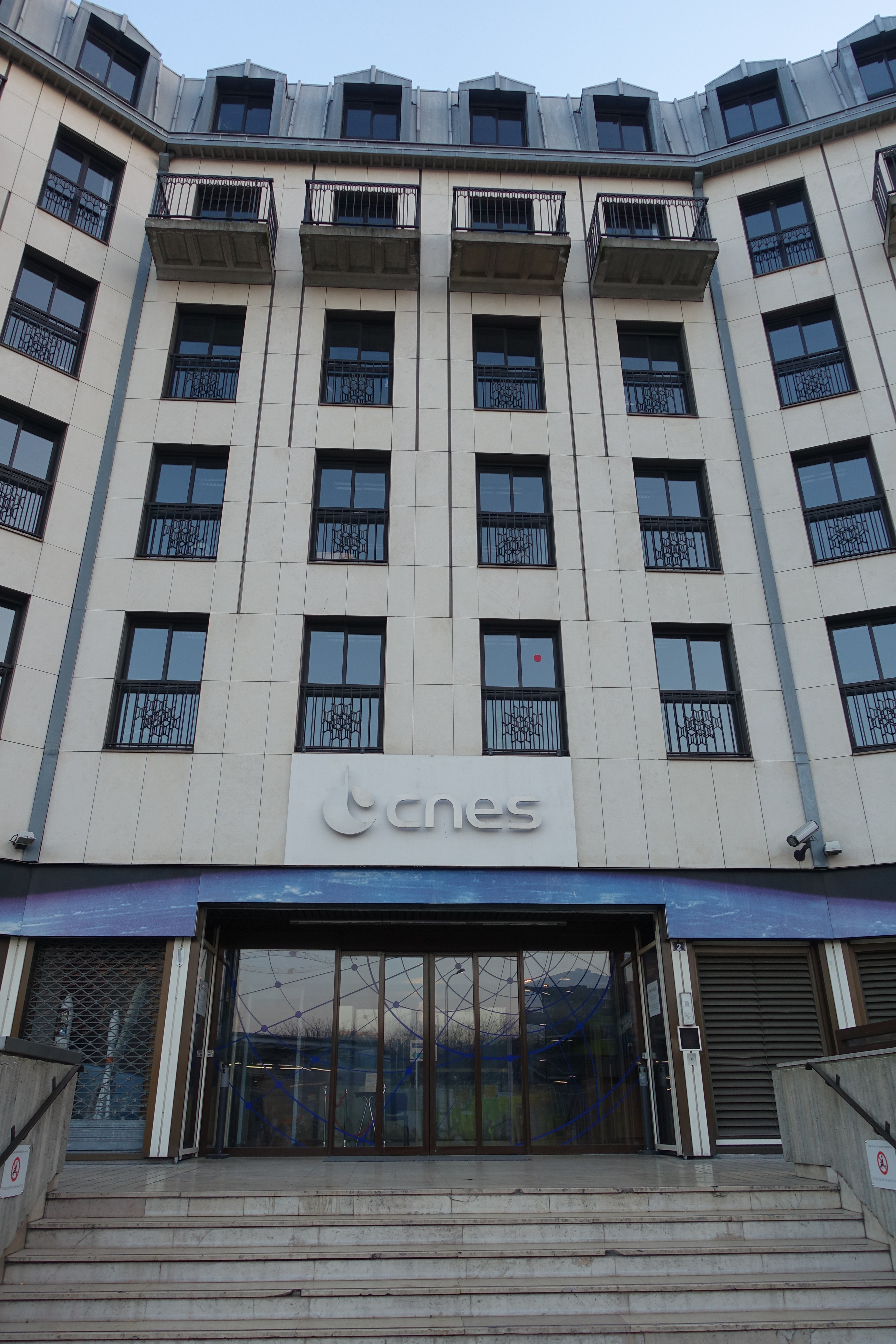

## Pour approfondir